# Shinohara Hirohito
Shinohara Hirohito (篠原 宏仁 Shinohara Hirohito, sinh ngày 30 tháng 11 năm 1993) là một cầu thủ bóng đá người Nhật Bản. Anh thi đấu cho Fujieda MYFC.

## Sự nghiệp
Shinohara Hirohito gia nhập câu lạc bộ tại J2 League Renofa Yamaguchi FC năm 2016. Năm 2017, anh chuyển đến câu lạc bộ J3 League Fujieda MYFC.